# Арденски класици
Арденски класици (хол. Ardens klassieker) су три бициклистичка класика, која се одржавају у априлу у Арденима у Белгији и Лимбургу, у Холандији: Лијеж—Бастоњ—Лијеж, Флеш Валон и Амстел голд рејс. Трке су познате по својим успонима и углавном се исти бициклисти такмиче за највеће позиције на сва три класика. Задњих година, сва три Арденска класика се одржавају у недељу дана (обично недеља, среда, недеља).

## Историја
Арденским класицима се називају два класика из Ардена и један из Холандије. Иако се не вози у Арденима, рута којом се вози Амстел голд рејс улази у територију Белгије, а због сличности у профилима сва три класика и због малог временског размака између њих, сва три припадају групи Арденских класика. Лијеж—Бастоњ—Лијеж је један од пет монументалних бициклистичких класика, који је имао епских издања. Године 1971. Еди Меркс је провео у нападу 92 километра, по киши и снегу, док је 1980 Бернар Ино победио, након велике борбе по снегу.
Сва три Арденска класика у истој сезони освојили су Давиде Ребелин (2004) и Филип Жилбер (2011), док су од осталих, само петорица бициклиста освојили сва три Арденска класика у каријери: Еди Меркс, Бернар Ино, Микеле Бартоли, Данило ди Лука и Тадеј Погачар. Традиционално, Арденски класици почињу са Амстел голд рејсом, а завршавају се са Лијеж—Бастоњ—Лијежом, најстаријим од три класика. Сва три су део UCI ворлд тура, а оргиназор је Амори спортска организација (ASO).

## Победници од 1990.
| Година | Амстел голд рејс     | Флеш Валон           | Лијеж—Бастоњ—Лијеж   |
| ------ | -------------------- | -------------------- | -------------------- |
| 1990.  | Адри ван дер Пул     | Морено Арђентин      | Ерик ван Ланкер      |
| 1991.  | Франс Масен          | Морено Арђентин      | Морено Арђентин      |
| 1992.  | Олаф Лудвиг          | Ђорђо Фурлан         | Дирк де Волф         |
| 1993.  | Ролф Јерман          | Маурицио Фондријест  | Ролф Серенсен        |
| 1994.  | Јохан Мусеув         | Морено Арђентин      | Евгениј Берзин       |
| 1995.  | Мауро Ђанети         | Лоран Жалабер        | Мауро Ђанети         |
| 1996.  | Стефано Цанини       | Ленс Армстронг       | Паскал Ришар         |
| 1997.  | Бјарне Рис           | Лоран Жалабер        | Микеле Бартоли       |
| 1998.  | Ролф Јерман          | Бо Хамбург           | Микеле Бартоли       |
| 1999.  | Михал Богерд         | Микеле Бартоли       | Франк Ванденбрук     |
| 2000.  | Ерик Цабел           | Франческо Касагранде | Паоло Бетини         |
| 2001.  | Ерик Декер           | Рик Вебруг           | Оскар Каменцин       |
| 2002.  | Микеле Бартоли       | Марио Артс           | Паоло Бетини         |
| 2003.  | Александар Винокуров | Игор Астарлоа        | Тајлер Хамилтон      |
| 2004.  | Давиде Ребелин       | Давиде Ребелин       | Давиде Ребелин       |
| 2005.  | Данило ди Лука       | Данило ди Лука       | Александар Винокуров |
| 2006.  | Френк Шлек           | Алехандро Валверде   | Алехандро Валверде   |
| 2007.  | Стефан Шумахер       | Давиде Ребелин       | Данило ди Лука       |
| 2008.  | Дамијано Кунего      | Ким Кирхен           | Алехандро Валверде   |
| 2009.  | Сергеј Иванов        | Давиде Ребелин       | Анди Шлек            |
| 2010.  | Филип Жилбер         | Кадел Еванс          | Александар Винокуров |
| 2011.  | Филип Жилбер         | Филип Жилбер         | Филип Жилбер         |
| 2012.  | Енрико Гаспарото     | Хоаким Родригез      | Максим Иглињски      |
| 2013.  | Роман Кројцигер      | Данијел Морено       | Данијел Мартин       |
| 2014.  | Филип Жилбер         | Алехандро Валверде   | Сајмон Геранс        |
| 2015.  | Михал Квјатковски    | Алехандро Валверде   | Алехандро Валверде   |
| 2016.  | Енрико Гаспарото     | Алехандро Валверде   | Ваут Пулс            |
| 2017.  | Филип Жилбер         | Алехандро Валверде   | Алехандро Валверде   |
| 2018.  | Михаел Валгрен       | Жилијен Алафилип     | Боб Јунгелс          |
| 2019.  | Метју ван дер Пул    | Жилијен Алафилип     | Јакоб Фуглсанг       |
| 2020.  | Није било трке       | Марк Ирши            | Примож Роглич        |
| 2021.  | Ваут ван Арт         | Жилијен Алафилип     | Тадеј Погачар        |
| 2022.  | Михал Квјатковски    | Дилан Тунс           | Ремко Евенепул       |
| 2023.  | Тадеј Погачар        | Тадеј Погачар        | Ремко Евенепул       |
| 2024.  | Том Пидкок           | Стивен Вилијамс      | Тадеј Погачар        |
| 2025.  | Матијас Скелмосе     | Тадеј Погачар        | Тадеј Погачар        |

### Статистика
| Позиција | Возач              | Амстел голд рејс | Флеш Валон | Лијеж—Бастоњ—Лијеж | Укупно |
| -------- | ------------------ | ---------------- | ---------- | ------------------ | ------ |
| 1.       | Еди Меркс          | 2                | 3          | 5                  | 10     |
| 2.       | Алехандро Валверде | 0                | 5          | 4                  | 9      |
| 3.       | Морено Арђентин    | 0                | 3          | 4                  | 7      |
| 4.       | Филип Жилбер       | 4                | 1          | 1                  | 6      |
| 4.       | Тадеј Погачар      | 1                | 2          | 3                  | 6      |
| 6.       | Јан Рас            | 5                | 0          | 0                  | 5      |
| 6.       | Давиде Ребелин     | 1                | 3          | 1                  | 5      |
| 6.       | Бернар Ино         | 1                | 2          | 2                  | 5      |
| 9.       | Микеле Бартоли     | 1                | 1          | 2                  | 4      |
| 9.       | Фердинанд Киблер   | 0                | 2          | 2                  | 4      |